# Dendromus insignis
Dendromus insignis es una especie de roedor de la familia Nesomyidae.

## Distribución geográfica
Se encuentran en República Democrática del Congo, Kenia, Ruanda, Tanzania y Uganda.

## Hábitat
Su hábitat natural son: zonas húmedas subtropicales o tropicales montañas de gran altitud y praderas.

## Estado de conservación
Se encuentra amenazada por la pérdida de su hábitat natural.